# Crkva sv. Andrije u Lazu Bistričkom
Crkva sv. Andrije  je rimokatolička crkva u mjestu Laz Bistrički, općina Marija Bistrica, zaštićeno kulturno dobro.

## Opis dobra
Župna crkva sv. Andrije nalazi se na vrhu maloga brežuljka u središtu sela Laz Bistrički. Današnji izgled dobila je u 19. st. nakon temeljite obnove zidane kapele iz 17. st. Tlocrtno-prostorna organizacija crkve sastoji se od masivnog zvonika ispred pročelja te pravokutnog broda i malo užeg jednako visokog peterostranog svetišta, koji su povezani polukružnim trijumfalnim lukom. Uspio je primjer obnove lokalnih majstora koji su slijedeći i poštujući dugu lokalnu tradiciju sakralne gradnje 17. i 18. st. očuvali i produžili važnost crkve s obzirom na to da se nalazi na hodočasničkom putu za Mariju Bistricu. Unutarnji inventar stilski pripada baroku.

## Zaštita
Pod oznakom Z-4108 zavedena je kao nepokretno kulturno dobro – pojedinačno, pravnog statusa zaštićena kulturnog dobra, klasificirano kao "sakralna graditeljska baština".